# Jonatan Ferreira Reis
Jonatan Ferreira Reis (* 30. Juni 1989 in Codó), auch einfach nur Jonatan Reis genannt, ist ein brasilianischer Fußballspieler.

## Karriere
Seinen ersten Vertrag unterschrieb Jonatan beim brasilianischen Klub Guarani EC, der in Divinópolis im Bundesstaat Minas Gerais beheimatet ist. Nach mehreren Stationen in Brasilien, wo er u. a. bei Ipatinga Esporte Clube, Boa EC, Esporte Clube Mamoré, SE Gama und Anápolis Futebol Clube unter Vertrag stand, zog es ihn 2017 nach Asien. Hier unterschrieb er beim thailändischen Zweitligisten Kasetsart FC einen Vertrag. In 36 Spielen traf er für den Bangkoker Verein 28-mal das Tor und wurde somit Torschützenkönig der Thai League 2. 2018 unterschrieb er einen Vertrag bei Nakhon Pathom United FC in Nakhon Pathom, wo er aber direkt zum Erstligisten PT Prachuap FC ausgeliehen wurde. 33-mal stand er für Prachuap auf dem Spielfeld und schoss 26 Tore. Mit 26 Toren belegte er zusammen mit Heberty den 2. Platz in der Torschützenliste hinter dem Torschützenkönig Diogo Luis Santo. 2019 unterschrieb er in Suphanburi einen Vertrag beim Erstligisten Suphanburi FC. Nach 16 Spielen in der ersten Liga und 4 Toren ging er im Juli 2019 auf Leihbasis zum Zweitligisten BG Pathum United FC nach Pathum Thani. Die Saison 2019 wurde er mit BG Meister der zweiten Liga und stieg somit in die erste Liga auf. Nach Vertragsende in Suphanburi wechselte er 2020 nach Südkorea. Hier schloss er sich Busan IPark an. Der Klub aus Busan spielt in der ersten Liga des Landes, der K League 1. Nach nur einem Spiel für Busan ging er im August 2020 nach Zypern, wo er sich Ermis Aradippou anschloss. Mit dem Verein spielte er in der zweiten Liga, der Second Division. Nach einem Zweitligaspiel kehrte er Anfang Oktober nach Thailand zurück. Hier unterzeichnete er einen Vertrag beim Erstligisten Trat FC in Trat. Am Ende der Saison 2020/21 musste er mit Trat als Tabellenvorletzter in die zweite Liga absteigen. Nach dem Abstieg verließ er Trat und er wechselte zum Zweitligaaufsteiger Muangkan United FC nach Kanchanaburi. Für den Verein bestritt er 29 Zweitligaspiele und schoss dabei zwölf Tore. Nachdem Muangkan die Lizenz für die zweite Liga verweigert wurde, wechselte er Ende Juli 2022 zum Erstligisten Nongbua Pitchaya FC. Nach sechs Ligaspielen wurde sein Vertrag im Dezember 2022 aufgelöst. Nach kurzer Vereinslosigkeit kehrte er im April 2023 nach Brasilien zurück. Hier unterschrieb er einen Vertrag beim North EC in Montes Claros. Hier stand er bis Anfang August 2023 unter Vertrag. Am 7. August 2023 ging er wieder nach Asien, wo er in Bangladesch einen Vertrag beim Erstligisten Abahani Ltd. Dhaka unterschrieb. Mitte Oktober 2023 wurde sein Vertrag bei dem Verein aus Dhaka nicht verlängert.

## Erfolge
BG Pathum United FC
- Thailändischer Zweitligameister: 2019  ▲

## Auszeichnungen
- Thai League 2

Torschützenkönig: 2017  – (28 Tore/Kasetsart FC)